# Gereformeerde kerk (Rijswijk, 1931)
De voormalige gereformeerde kerk is een kerkgebouw in Rijswijk in de gemeente Altena in de Nederlandse provincie Noord-Brabant. De kerk staat aan de Maasdijk 11 aan de voet van de dijk langs de Afgedamde Maas. Aan de achterkant staat de kerk aan de Dorpsstraat.
Op ongeveer 350 meter naar het noordwesten staat op de Maasdijk de hervormde kerk en op ongeveer 500 meter naar het westen staat de gereformeerde kerk.

## Geschiedenis
Op 16 januari 1931 werd er door de gereformeerde gemeente Giessen-Rijswijk een nieuw kerkgebouw in gebruik genomen aan de Maasdijk in Rijswijk. Voor die tijd kerkte de gereformeerden in een kerkje in Giessen.
In 1978 was het kerkje aan de Maasdijk te klein geworden en kocht men het voormalige gemeentehuis te Rijswijk dat men als nieuw kerkgebouw inrichtte. Dit is de huidige gereformeerde kerk van Rijswijk.
Na het vertrek van de gereformeerde gemeente uit het gebouw aan de Maasdijk, trok in het oude gebouw de Christengemeente.

## Opbouw
Het bakstenen kerkgebouw is een eenvoudig zaalkerkje. Het heeft spitsboogvensters en in de zijgevels zijn er pilasters aangebracht. Het gebouw wordt gedekt door een zadeldak en aan de straatzijde heeft het een paraboolvormige spits als dakruiter.